# أولاد عبد الله (امكارطو)
أولاد عبد الله هي إحدى مشيخات المملكة المغربية، تتبع جغرافيا لإقليم سطات وإداريًا لامڭارطو. يقدر عدد سكانها بـ 4260 نسمة حسب الإحصاء الرسمي للسكان والسكنى لسنة 2004.